# Экономический кризис 1994 года в Мексике
Финансовый кризис 1994 года в Мексике (также «текиловый кризис» — название является не совсем корректным переводом на русский язык испанского идиоматического выражения efecto tequila, соответствующего русскому «эффект домино») — это финансово-экономический кризис, выявивший целый ряд недостатков в мексиканской экономике, таких как зависимость от США и отсутствие механизмов регулирования внешних финансовых потоков.

## Описание событий
1 января 1994 года в штате Чьяпас началось вооружённое восстание, в котором приняли участие до 4 тыс. сапатистов. По состоянию на 12 января, когда боевые действия были прекращены в связи с началом переговоров, сапатисты контролировали около 20 % территории штата Чьяпас, а общее количество погибших в конфликте составило 140 человек. Первоначальная цель сапатистов заключалась в разжигании революции по всей Мексике, а так как этого не произошло, они использовали восстание в качестве платформы, чтобы привлечь внимание мировой общественности к их движению против подписания соглашения NAFTA. В результате инвесторы стали с осторожностью относиться к вложению своих денег в нестабильном регионе.
После убийства 23 марта 1994 года кандидата в президенты от ИРП Луиса Дональдо Колосио, новым кандидатом стал экономист Эрнесто Седильо, который в июле 1994 года был избран главой государства, набрав 50,2 % голосов. В канун президентских выборов в Мексике осложнилась внутриполитическая обстановка. Реакция Мексиканской биржи на эти изменения привела её на последнее место в списке 24 крупнейших бирж мира. Падение акций вызвало перемещение средств на рынок ценных бумаг с фиксированными доходами и отток капитала из страны.
Застой в сфере производства вызвал рост дефицита торгового баланса (в 1992—1994 гг. он составлял по данным Всемирного Банка в среднем 7,4 % ВВП, достигнув к концу 1994 года $28,6 млрд, или 8,2 % ВВП) и сделал Мексику непривлекательной для иностранных инвестиций. Ввиду сокращения притока инвестиций правительство предприняло ряд экстренных мер, в числе которых было повышение процентных ставок по государственным облигациям и перевод большей части внутренних краткосрочных долговых обязательств на краткосрочные государственные облигации, индексированные к доллару. Однако подобная политика привела к усилению кризиса: индексация задолженности повлекла рост государственного долга и снижение эффекта девальвации.
Правительству и Банку Мексики при финансовой помощи США удалось временно успокоить иностранных инвесторов и бо́льшую часть 1994 года инфляция удерживалась на уровне 6,9 %, а экспорт продукции обрабатывающей промышленности вырос на 29,1 %.
Но 1 ноября было объявлено о снижении уровня валютных резервов с $29 млрд в начале марта до $17,1 млрд, а уже 3 декабря они снизились до $12,7 млрд. 20 декабря курс песо упал с 3,5 до 4 за долл. 22 декабря Банк Мексики провел девальвацию песо на 49,8 %. Валютные резервы упали до $6,15 млрд. Банк Мексики объявил о сокращении валютных резервов до $3,8 млрд и установил курс 5,5 — 6 песо за доллар. Курс песо продолжал колебаться, доходя до 8 за долл. Платежеспособность страны оказалась под угрозой, поскольку Мексика не располагала средствами для оплаты краткосрочных государственных обязательств.
Для выхода из кризиса 3 января 1995 года публикуется программа, предусматривающая следующие меры: сокращение внешнеторгового дефицита, восстановление равновесия между основными макроэкономическими показателями, сглаживание инфляционных последствий девальвации путём постепенного повышения цен, замораживания зарплаты, сокращения государственных расходов. Ограничив рост денежной массы и уменьшив объём банковских операций, Мексика избежала гиперинфляции, но доверие иностранных кредиторов вернуть не удалось.
Общий объём финансовой помощи Мексике составил $51,8 млрд — беспрецедентной в то время суммы. В формировании кредитного пакета приняли участие США — $20 млрд, латиноамериканские страны — $1 млрд, центральные банки Европы и Японии — $10 млрд, МВФ — $17,8 млрд, коммерческие банки — $3 млрд.
Первыми жертвами кризиса стали строительные компании и отрасль автомобилестроения, в которых объём производства упал вдвое. Обанкротилось около 20 тыс. предприятий, в мелкой промышленности 2 млн хозяйственных субъектов оказались на грани банкротства. Без работы осталось 700 тыс. человек. Большой объём непогашенной задолженности привел к угрозе массового банкротства мелких банков и кризису всей кредитной системы в целом, что привело к увеличению участия государства в банковской сфере. Для решения этих проблем были осуществлены программы по реструктуризации долга мелких и средних предприятий на 65 млрд новых песо и по созданию нескольких сотен тысяч временных рабочих мест.